# Palazzo della Banca d'Italia (Bologna)
Il Palazzo della Banca d'Italia (chiamato inizialmente Palazzo della Banca Nazionale) è un palazzo di Bologna. Ospita da pochi anni dopo l'Unità d'Italia la sede locale della Banca d'Italia.

## Storia
Costruito nella centrale piazza Cavour su progetto dell'architetto Antonio Cipolla, l'edificio è stato costruito a partire dal 1865 e terminato negli anni seguenti. Dalla ultimazione dei lavori di costruzione è occupato dagli uffici della Banca d'Italia.

## Decorazioni
Il portico e gli interni sono decorati con dipinti di Gaetano Lodi, in particolare ogni volta del portico rappresenta, con colori vividi, un episodio storico, a partire dalla storia più antica, fino ad episodi più recenti e legati all'Unità dello Stato Italiano.

## Galleria d'immagini

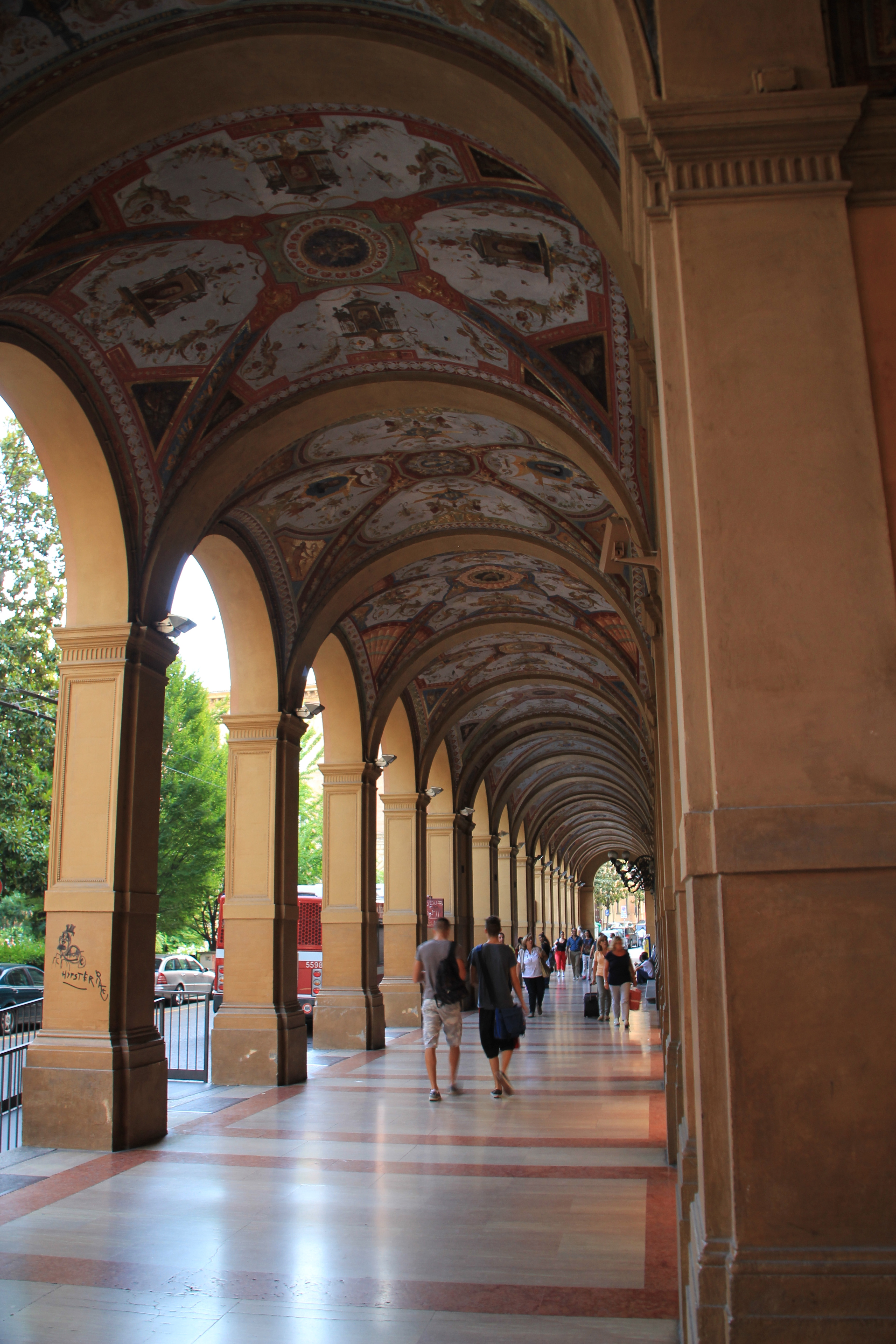
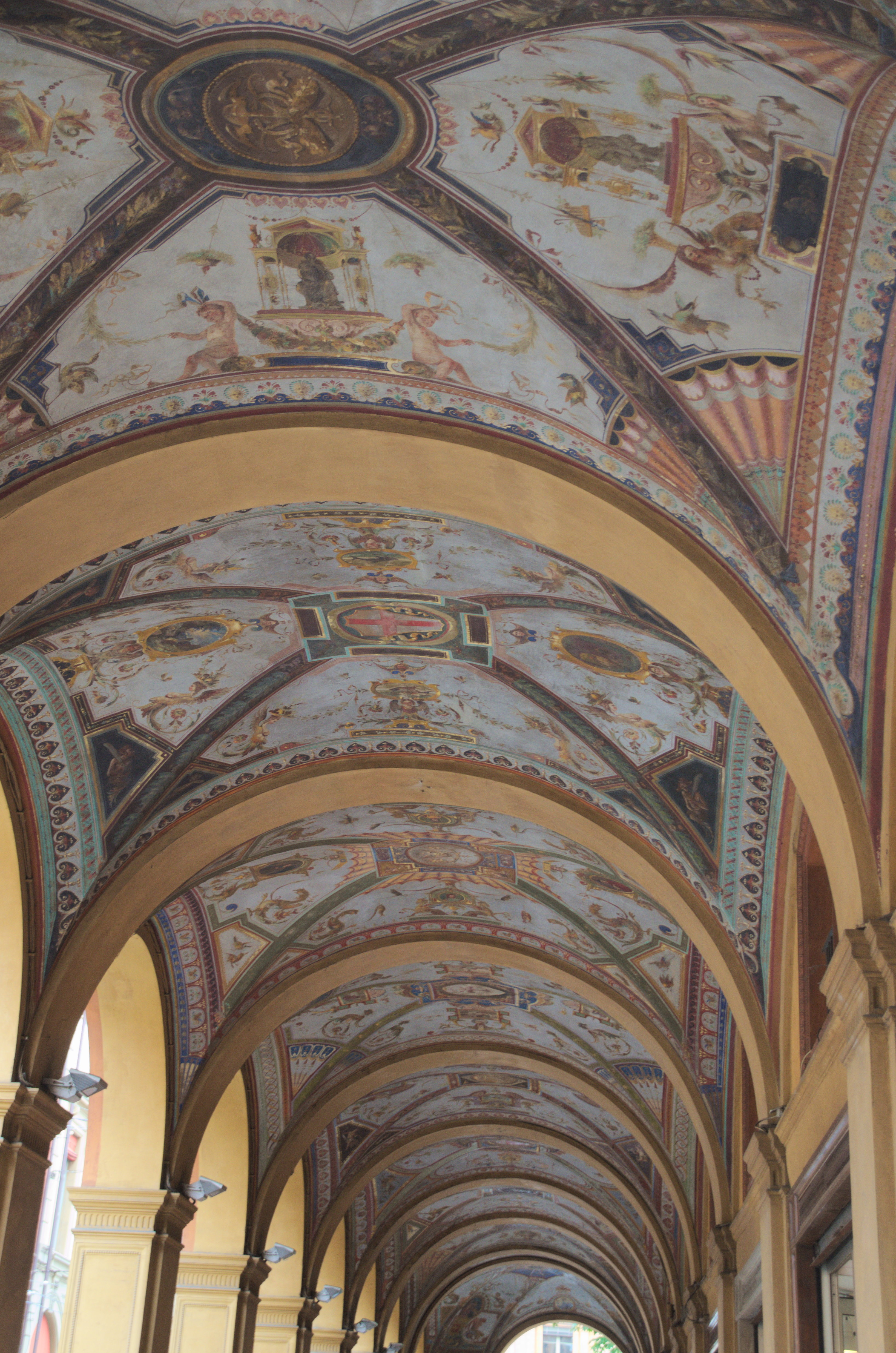
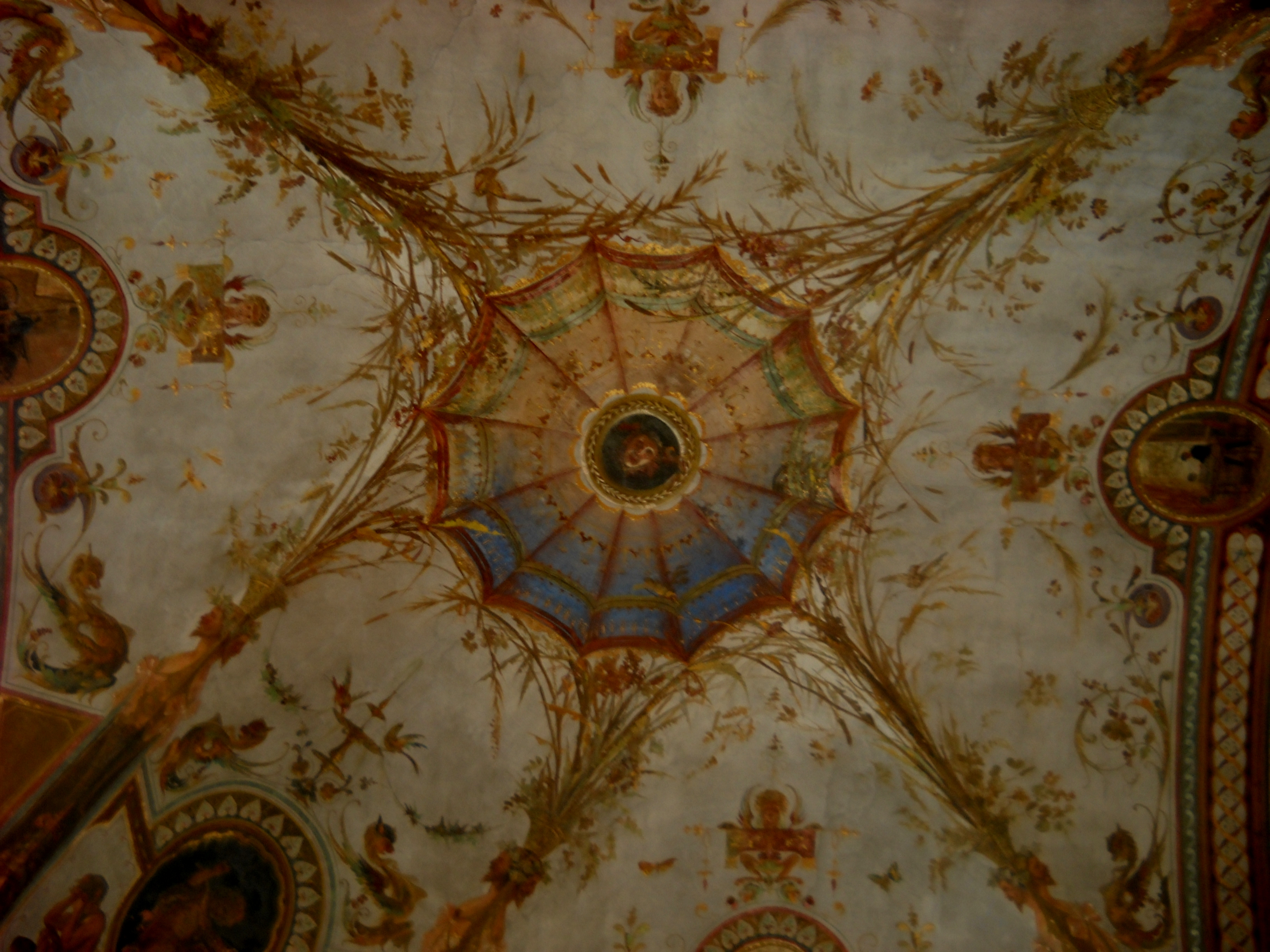
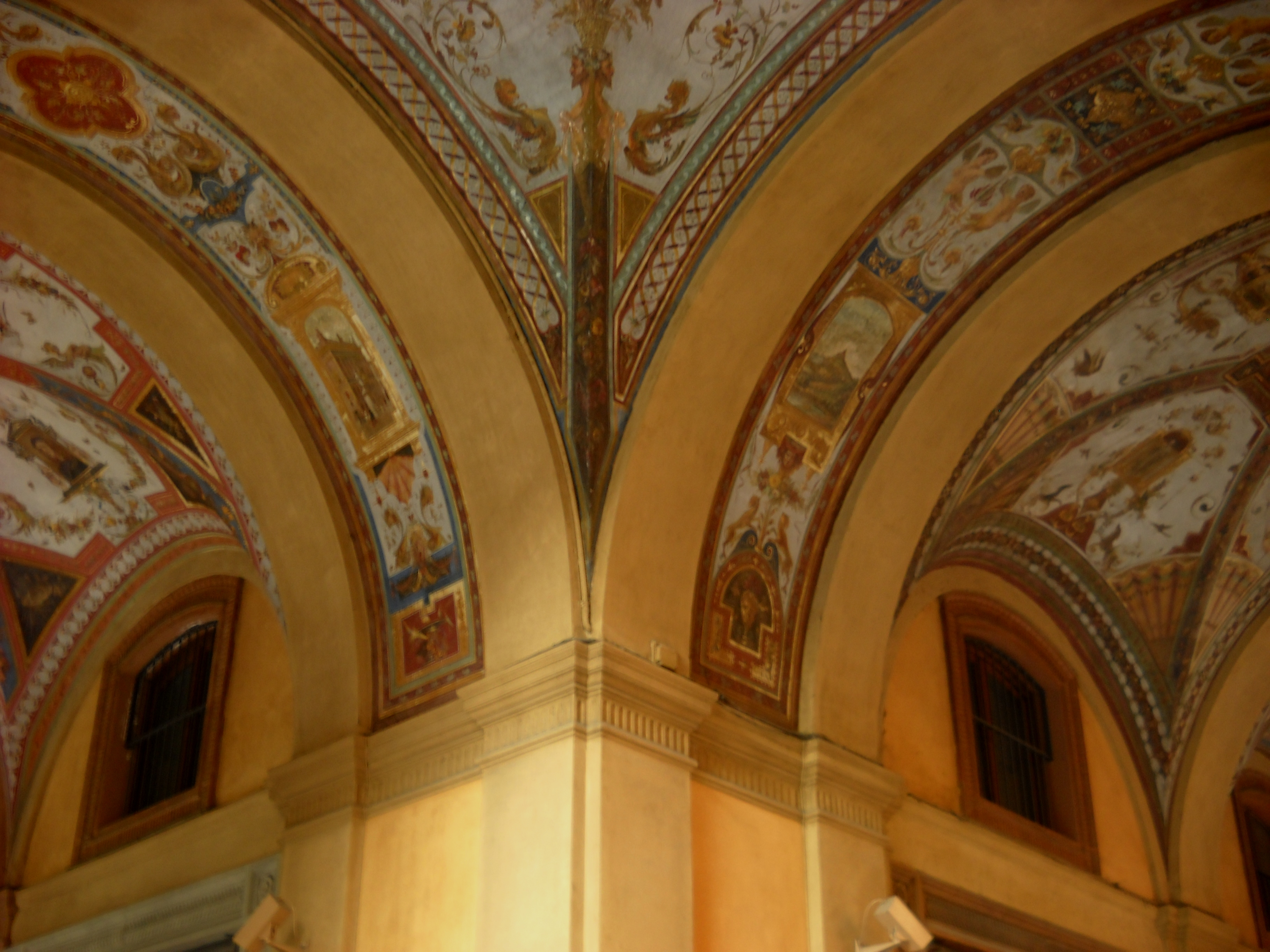
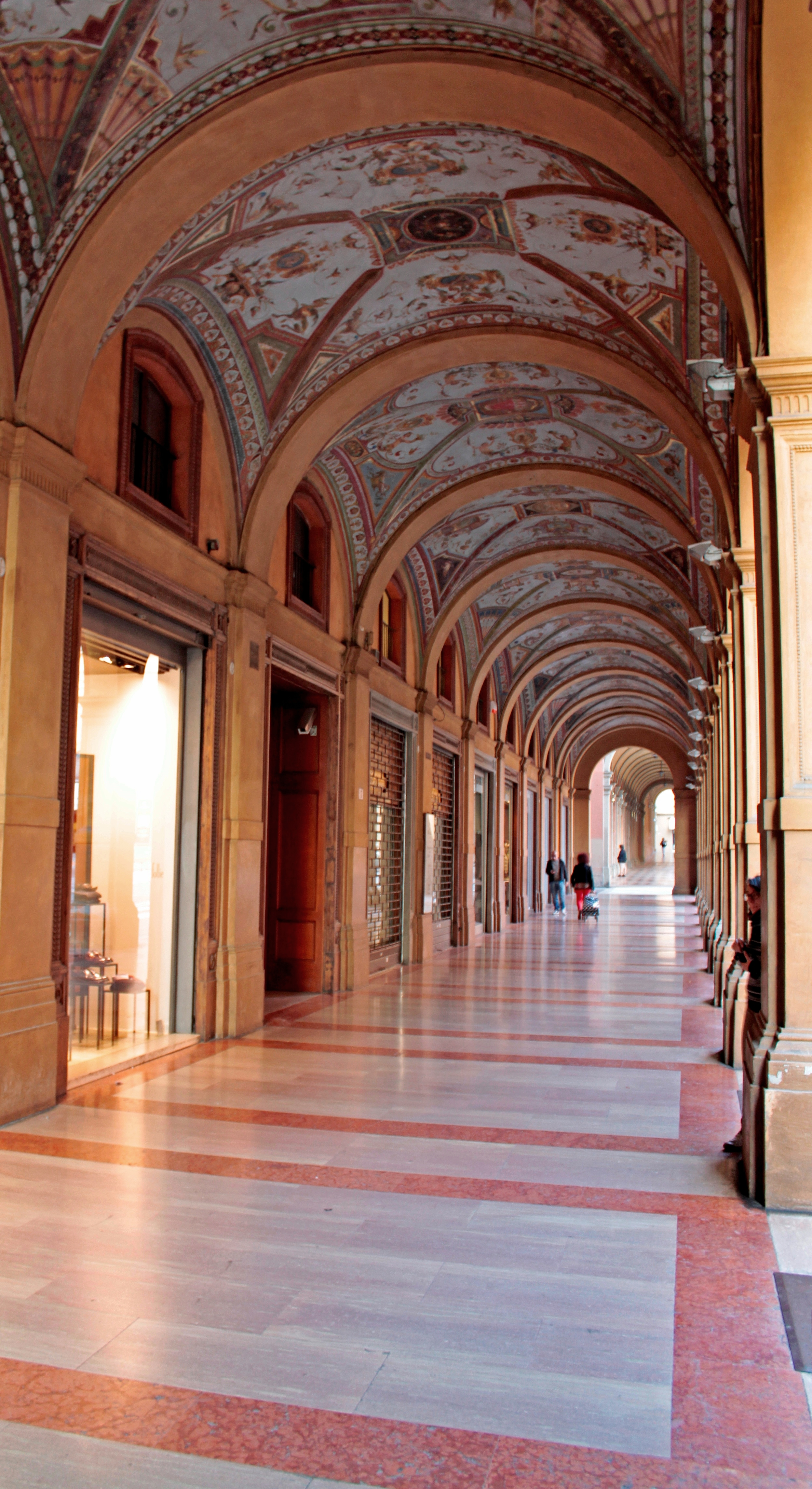
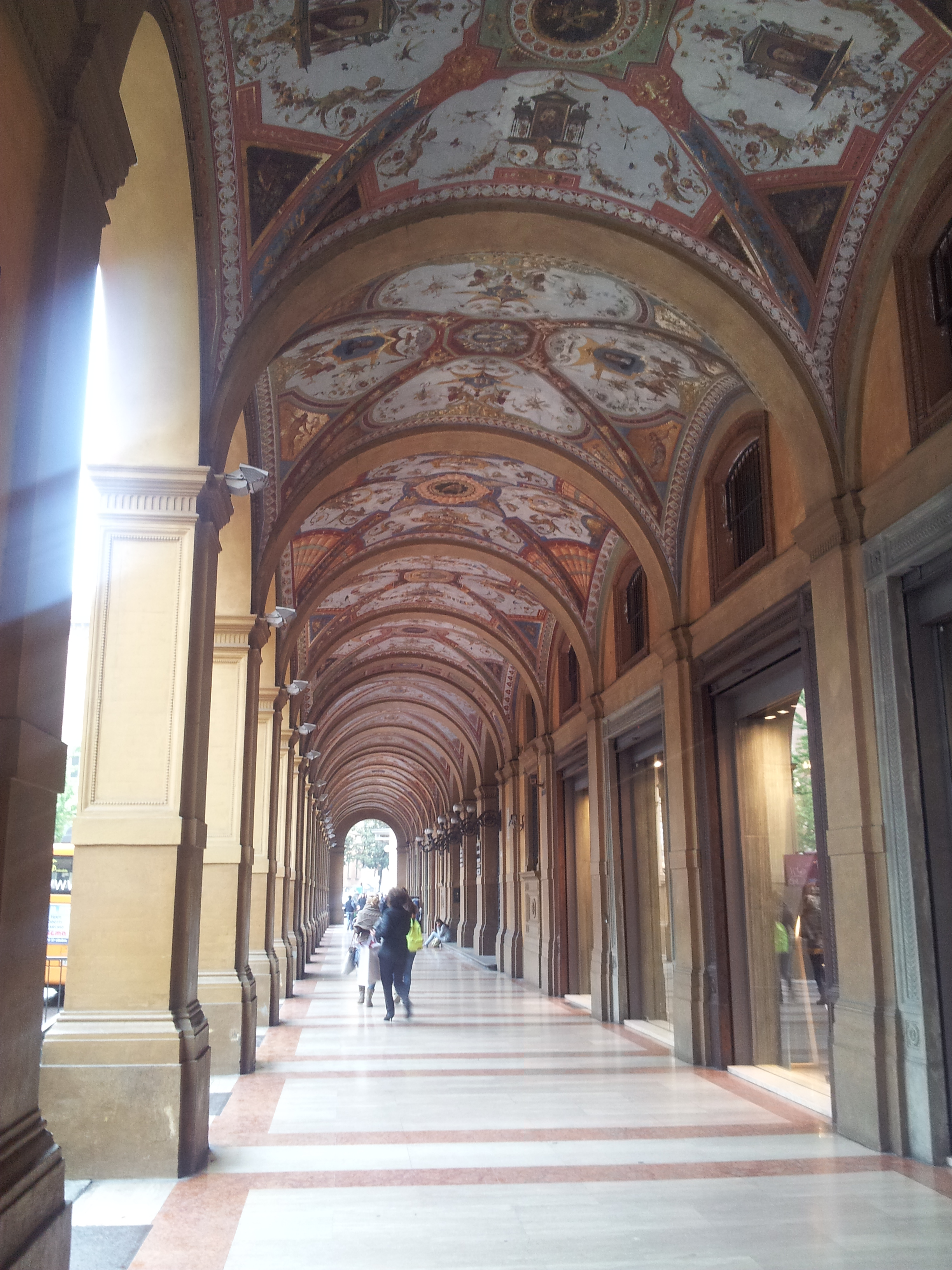
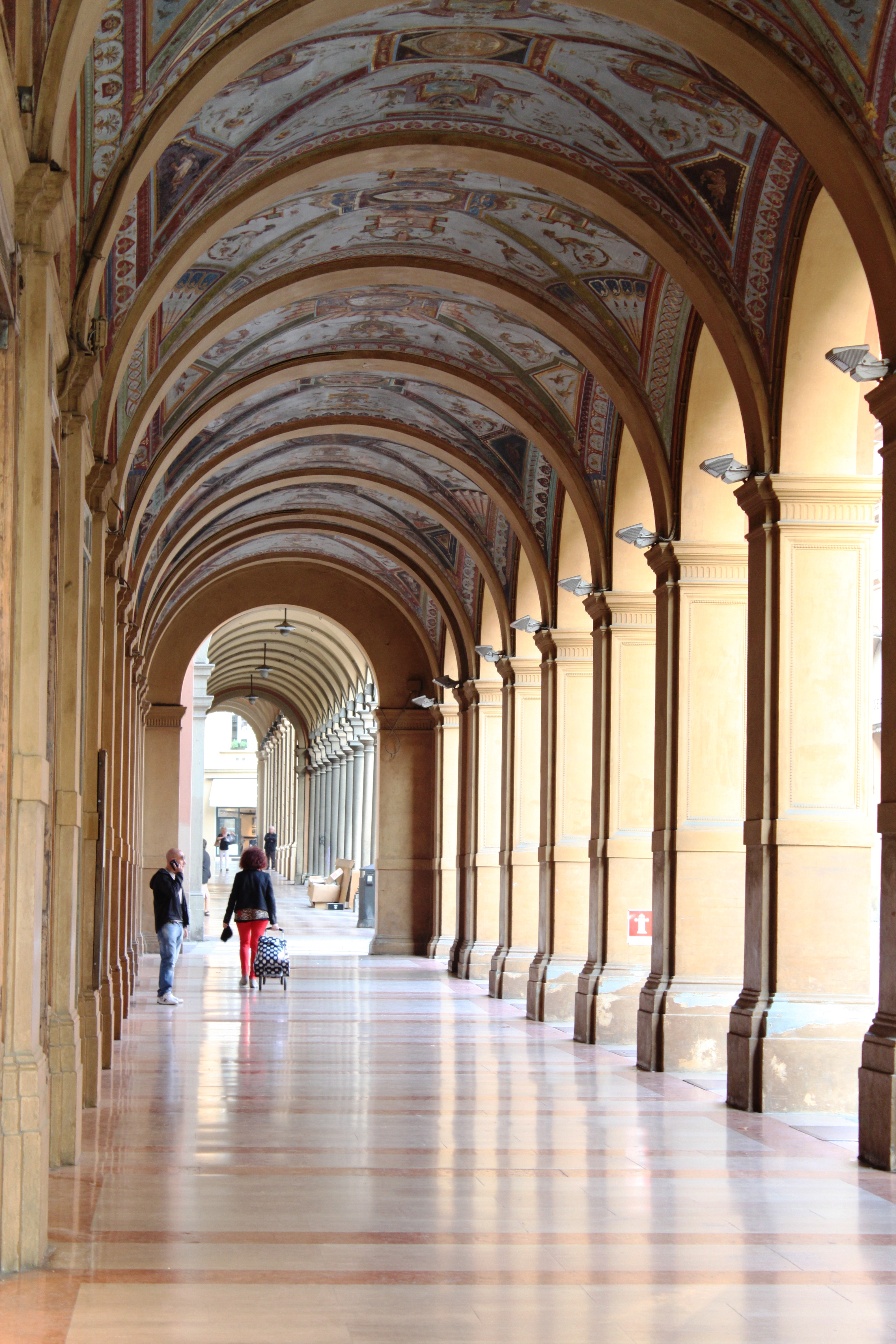
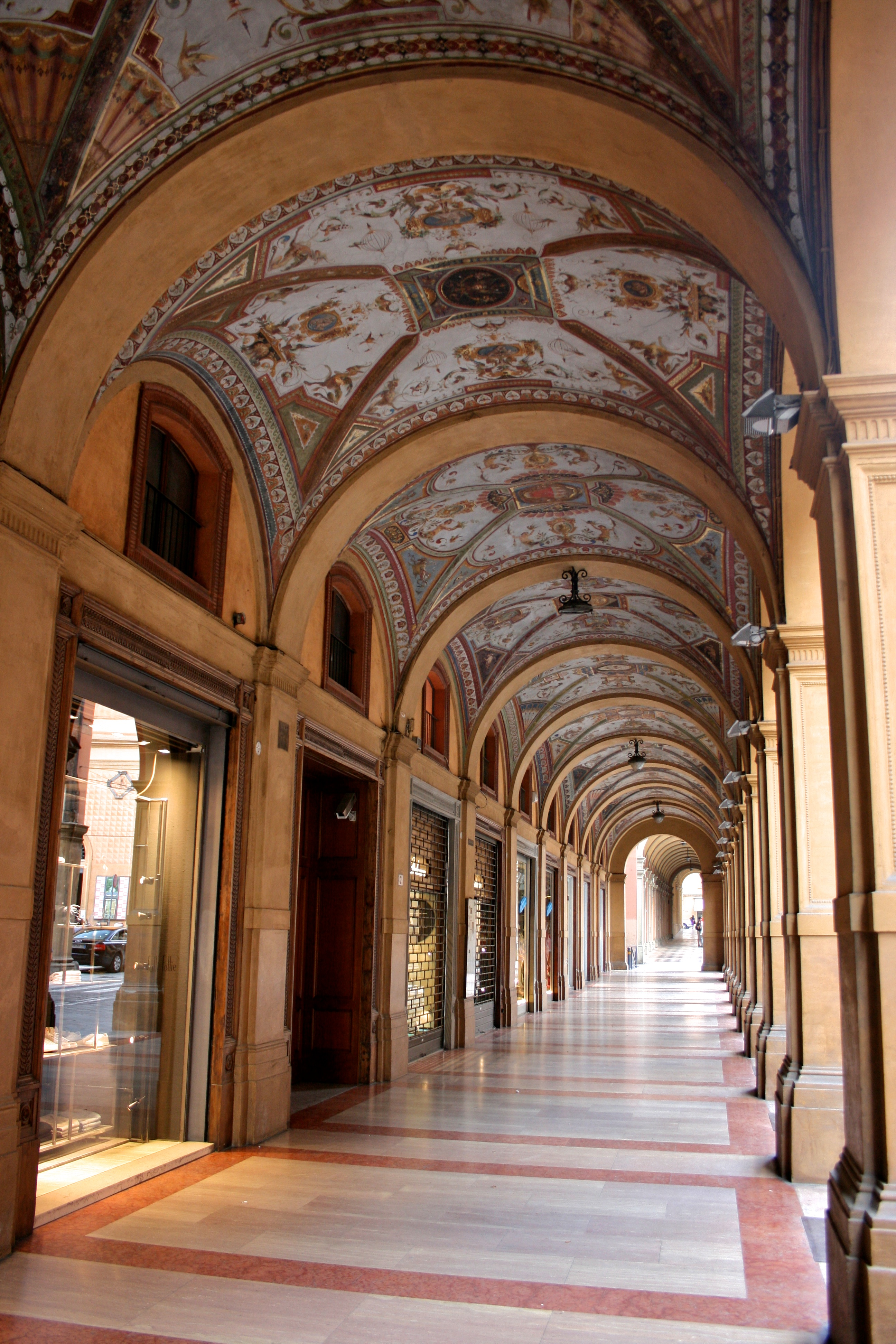
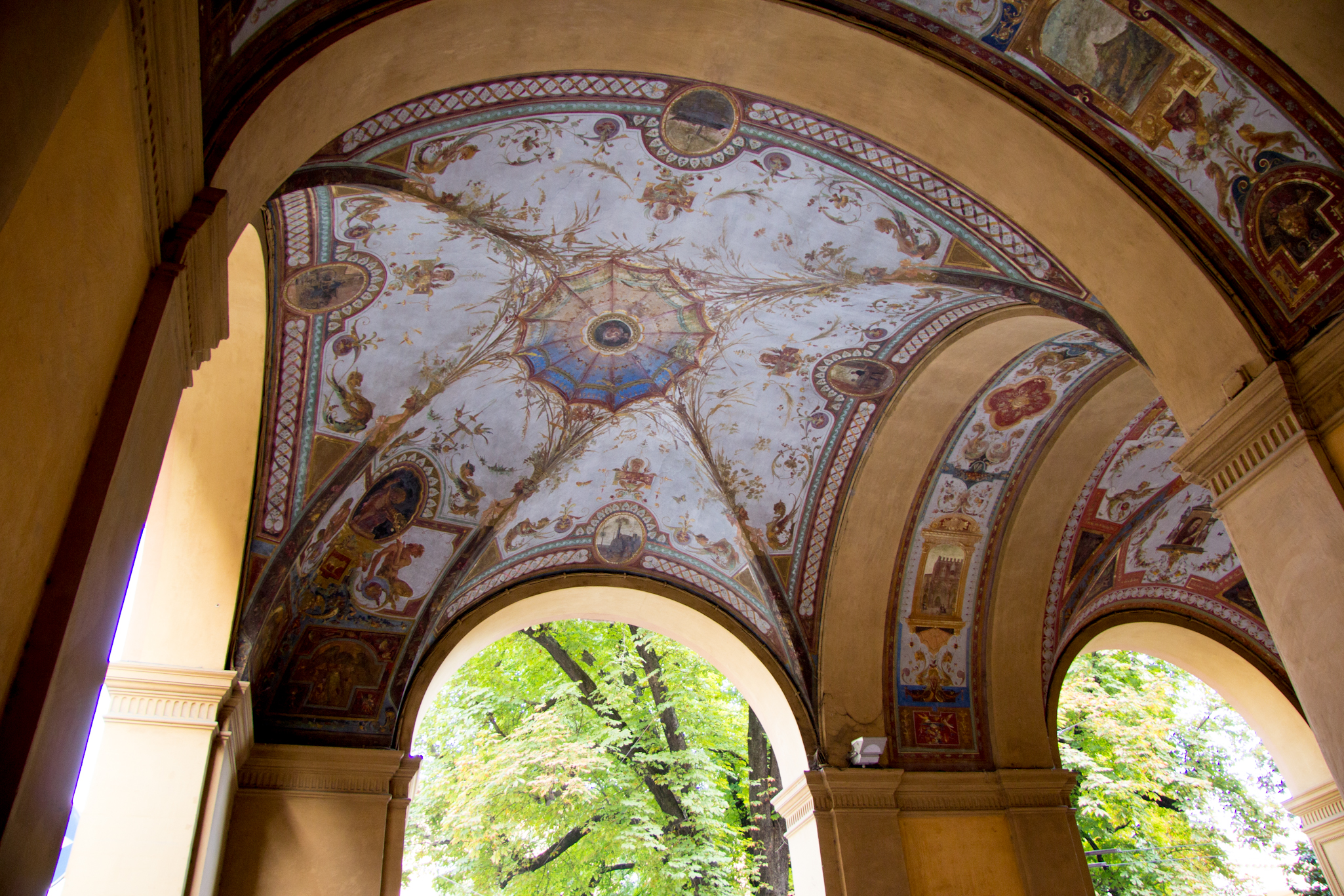
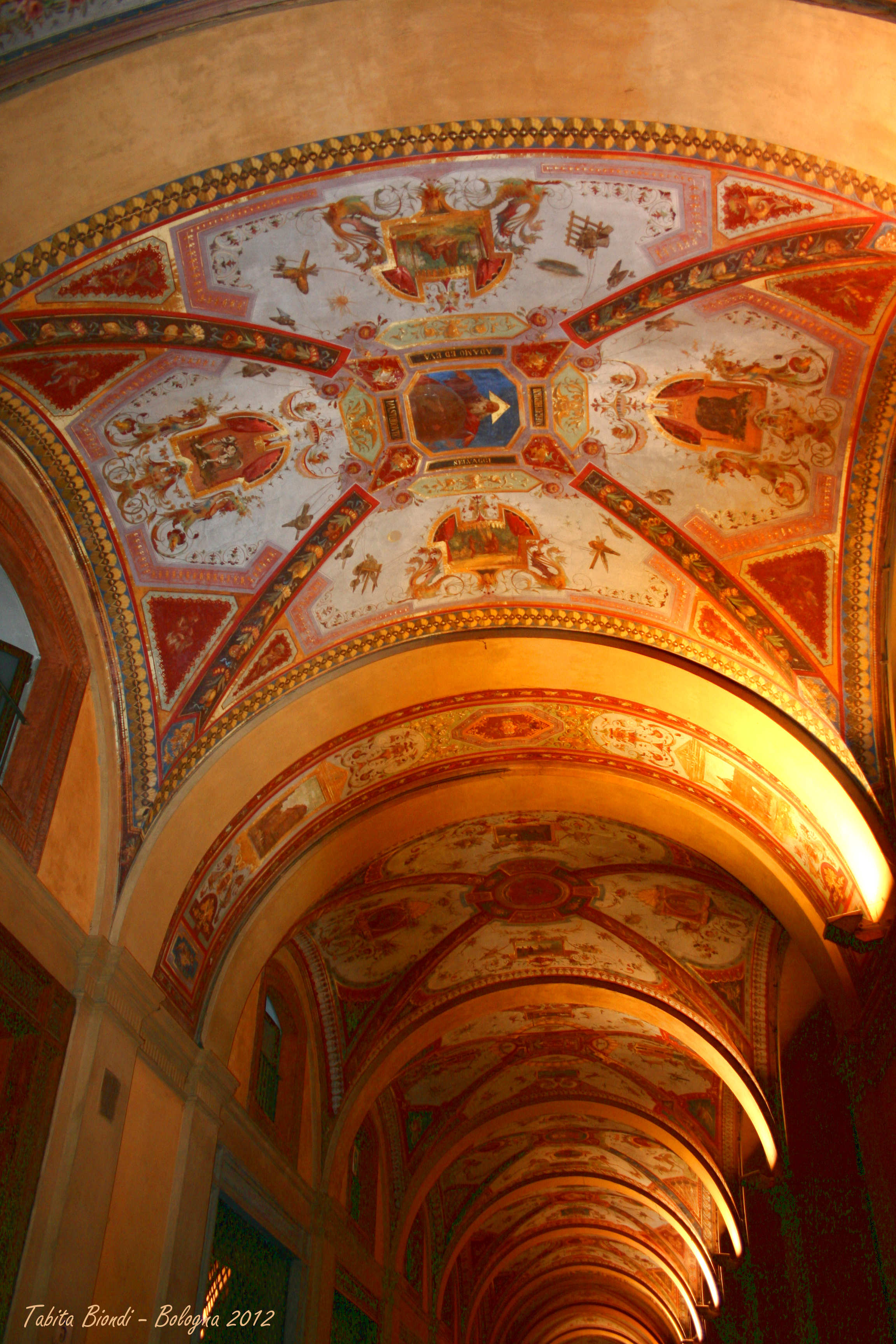